# Niels Kjærbølling
Niels Kjærbølling (11. oktober 1806 i Dyndved, Egen Sogn på Als – 2. januar 1871 på Frederiksberg) var en dansk ornitologisk forfatter og grundlægger.

## Liv og virke
Han blev født på Als, hvor hans fader, Jørgen Nielsen Kjærbølling, var skolelærer. Moderen var Marie (født Lorentzen).
Efter at han 1827 havde taget skolelærereksamen med udmærkelse ved Skaarup Seminarium, blev han 1831 ansat som lærer i Marstal og i 1836 i Ærøskøbing. Med levende interesse for naturen benyttede han her al sin fritid til botaniske studier og til at gøre iagttagelser over fuglenes liv. 1843 udgav han en håndbog i frilands- og blomstergartneri, og året efter havde han posten som inspektør ved det af haveselskabet for Jylland, Fyn og Slesvig oprettede haveanlæg ved Snoghøj.
Et tidligt eksempel på Kjærbøllings ornitologiske interesse er et manuskript han udarbejdede i 1828 med titlen Forsøg til en Afbildning af Danske Sangfugle. Værket bestod af 19 håndskrevne sider med beskrivelser og 21 farvelagte tegninger. Det blev solgt på auktion i 2005.
1844-1847 redigerede han selskabets tidsskrift, Haveavis. Kjærbøllings virksomhed som havebrugsmand havde henledt konferensråd Jonas Collins opmærksomhed på ham, og ved hans hjælp lykkedes det Kjærbølling at opnå en betydelig kongelig understøttelse til udgivelsen af det store værk Ornithologia danica, Danmarks Fugle (1847-1852) med 60 kolorerede tavler i folio. I 1854 og 1856 udkom der supplementer med tavler til hovedværket, og det samlede atlas fremtrådte nu under titelen Icones ornithologiæ scandinavicæ og det indeholdt 104 tavler med over 600 figurer. Som videnskabeligt arbejde har værket kun ringe betydning, men det har i høj grad bidraget til at vække og udbrede interessen for denne del af vor fauna og har i en lang årrække tjent som populær vejleder ved studiet af vore danske fugle. Under titlen Skandinaviens Fugle er det 1875-1877 udgivet af zoologen Jonas Collin med en fuldstændig omarbejdet tekst.
I 1859 grundlagde Kjærbølling København Zoo i prinsesse Vilhelmines have ved Frederiksberg Slot. Ved hans død blev haven overtaget af hans søn, Frederik Hugo Kjærbølling (1844-1904), som i 1872 overdrog den til et aktieselskab.
I 1852 modtog Kjærbølling diplom som dr.phil. fra universitetet i Jena. I 1832 ægtede han Christine Ploug-Nissen (d. 21. juli 1878), datter af møller Ploug-Nissen.
Han er begravet på Frederiksberg Ældre Kirkegård. Der findes en posthum buste af Alexis Møller i Zoologisk Have (opstillet 1903). Træsnit 1871. Mindesmærke ved fødehjemmet 1935.
- Buste i København Zoo